# Estadística

Una distribución normal

La estadística (la forma femenina del término alemán Statistik, derivado a su vez del italiano statista, «hombre de Estado») es la disciplina que estudia la variabilidad, así como el proceso aleatorio que la genera siguiendo las leyes de la probabilidad. Cuando este conocimiento se aplica a las ciencias fácticas, el proceso de investigación requiere la recolección, organización, análisis, interpretación y presentación de los datos.

## Síntesis
La estadística es una ciencia formal, con un conocimiento propio, dinámico y  continuo desarrollo obtenido a través del método científico formal. En ocasiones, las ciencias fácticas necesitan utilizar técnicas estadísticas durante su proceso de investigación factual, con el fin de obtener nuevos conocimientos basados en la experimentación y en la observación. En estos casos, la aplicación de la estadística permite el análisis de datos provenientes de una muestra representativa, que busca explicar las correlaciones y dependencias de un fenómeno físico o natural, de ocurrencia en forma aleatoria o condicional.
La estadística es útil para una amplia variedad de ciencias fácticas, desde la física hasta las ciencias sociales, desde las ciencias de la salud hasta el control de calidad. Además, se usa en áreas de negocios o instituciones gubernamentales con el objetivo de describir el conjunto de datos obtenidos para la toma de decisiones, o bien para realizar generalizaciones sobre las características observadas.
En la actualidad, la estadística aplicada a las ciencias fácticas permite estudiar una determinada población a partir de la recopilación de información, el análisis de datos y la interpretación de resultados. Del mismo modo, también es una ciencia esencial para el estudio cuantitativo de los fenómenos de masa o colectivos.
La estadística se divide en dos grandes áreas:
- Estadística descriptiva: Se dedica a la descripción, visualización y resumen de datos originados a partir de los fenómenos de estudio. Los datos pueden ser resumidos numérica o gráficamente. Su objetivo es organizar y describir las características sobre un conjunto de datos con el propósito de facilitar su aplicación, generalmente con el apoyo de gráficas, tablas o medidas numéricas.
  - Ejemplos básicos de parámetros estadísticos son: la media y la desviación estándar.
  - Ejemplos gráficos son: histograma, pirámide poblacional, gráfico circular, entre otros.
- Estadística inferencial: Se dedica a la generación de los modelos, inferencias y predicciones asociadas a los fenómenos en cuestión teniendo en cuenta la aleatoriedad de las observaciones. Se usa para modelar patrones en los datos y extraer inferencias acerca de la población bajo estudio. Estas inferencias pueden tomar la forma de respuestas a preguntas sí/no (prueba de hipótesis), estimaciones de unas características numéricas (estimación), pronósticos de futuras observaciones, descripciones de asociación (correlación) o modelamiento de relaciones entre variables (análisis de regresión). Otras técnicas de modelamiento incluyen análisis de varianza, series de tiempo y minería de datos. Su objetivo es obtener conclusiones útiles para lograr hacer deducciones acerca de la totalidad de todas las observaciones hechas, basándose en la información numérica.

Ambas ramas (descriptiva e inferencial) se utilizan en la estadística aplicada. La estadística inferencial, por su parte, se divide en estadística paramétrica y estadística no paramétrica.
Existe también una disciplina llamada estadística matemática que establece las bases teóricas de las técnicas estadísticas. La palabra «estadísticas» se refiere al resumen de resultados estadísticos, habitualmente descriptivos, como en estadísticas económicas, estadísticas criminales, etcétera.

## Historia

### Origen
El término alemán Statistik, introducido originalmente por Gottfried Achenwall en 1749, se refería al análisis de datos del Estado, es decir, la «ciencia del Estado» (o más bien, de la ciudad-estado). También se llamó aritmética política de acuerdo con la traducción literal del inglés. No fue hasta el siglo XIX cuando el término estadística adquirió el significado de recolectar y clasificar datos. Este concepto fue introducido por el agrónomo y estadista escocés sir John Sinclair (1754-1835).
En su origen, por tanto, la estadística estuvo asociada a los Estados o ciudades libres, para ser utilizados por el gobierno y cuerpos administrativos (a menudo centralizados). La colección de datos acerca de estados y localidades continúa ampliamente a través de los servicios de estadística nacionales e internacionales. En particular, los censos comenzaron a suministrar información regular acerca de la población de cada país. Así pues, los datos estadísticos se referían originalmente a los datos demográficos de una ciudad o Estado determinados. Y es por ello que en la clasificación decimal de Melvil Dewey, empleada en las bibliotecas, todas las obras sobre estadística se encuentran ubicadas al lado de las obras de o sobre la demografía.
Ya se utilizaban representaciones gráficas y otras medidas en pieles, rocas, palos de madera y paredes de cuevas para controlar el número de personas, animales o ciertas mercancías. Hacia el año 3000 a. C. los babilonios usaban ya pequeños envases moldeados de arcilla para recopilar datos sobre la producción agrícola y de los géneros vendidos o cambiados. Los egipcios analizaban los datos de la población y la renta del país mucho antes de construir las pirámides en el siglo XI a. C. Los libros bíblicos de Números y Crónicas incluyen en algunas partes trabajos de estadística. El primero contiene dos censos de la población de la Tierra de Israel y el segundo describe el bienestar material de las diversas tribus judías. En China existían registros numéricos similares con anterioridad al año 2000 a. C. Los antiguos griegos realizaban censos cuya información se utilizaba hacia el 594 a. C. para cobrar impuestos.

### Empleo de la estadística en las civilizaciones antiguas
En la Edad Antigua, la estadística consistía en elaborar censos (de población y tierras.). Su objetivo era facilitar la gestión de las labores tributarias, obtener datos sobre el número de personas que podrían servir en el ejército o establecer repartos de tierras o de otros bienes.
- En el Oriente Medio, bajo el dominio sumerio, Babilonia tenía casi 6000 habitantes. Se encontraron en ella tablillas de arcilla que registraban los negocios y asuntos legales de la ciudad.
- En Egipto: La estadística comienza con la Dinastía I, en el año 3050 a. C. Los faraones ordenaban la realización de censos con la finalidad de obtener los datos sobre tierras y riquezas para poder planificar la construcción de las pirámides.El uso de datos estadísticos en el Antiguo Egipto no se limitaba únicamente a la planificación de construcciones monumentales, sino que también cumplía una función esencial en la administración del Estado. Como señala el historiador Carlos Maza Gómez, “la necesidad de controlar los recursos y planificar la economía llevó a los egipcios a desarrollar técnicas de cuantificación y registro que pueden considerarse formas primitivas de estadística” (Maza Gómez, Las matemáticas en el Antiguo Egipto, 2009). A través de tablillas y papiros, se realizaban registros detallados de cosechas, ganado, impuestos y mano de obra, lo que evidencia una gestión estructurada basada en la recopilación y análisis de datos numéricos.
- En China: Año 2238 a. C. el emperador Yao elabora un censo general sobre la actividad agrícola, industrial y comercial.
- El censo en el pueblo judío sirvió, además de propósitos militares, para calcular el monto de los ingresos del templo.
- En la Antigua Grecia: Se realizaron censos para cuantificar la distribución y posesión de la tierra y otras riquezas, organizar el servicio militar y determinar el derecho al voto.
- En la Antigua Roma: Durante el Imperio romano se establecieron registros de nacimientos y defunciones, y se elaboraron estudios sobre los ciudadanos, sus tierras y sus riquezas.
- En México: Año 1116, durante la segunda migración de las tribus chichimecas, el rey Xólotl ordenó que se hiciera un censo de la población.

#### En la Edad Media
Durante la Edad Media, la estadística no presentó grandes avances, pero destaca el trabajo de Isidoro de Sevilla, quien recopiló y clasificó datos de diversa naturaleza cuyos resultados se publicaron en la obra Originum sive Etymologiarum.

#### En la Edad Moderna
- En España son destacables los censos de: Pecheros (1528); el de los Obispos (1587); el censo de los Millones (1591); y el censo del conde de Aranda (1768).
- En Inglaterra, la peste de la década de 1500 supuso la multiplicación de los datos contables referidos sobre todo a defunciones y nacimientos.

### Orígenes en probabilidad
Los métodos estadístico-matemáticos emergieron desde la teoría de probabilidad, la cual data desde la correspondencia entre Pascal y Pierre de Fermat (1654). Christian Huygens (1657) da el primer tratamiento científico que se conoce a la materia. El Ars coniectandi (póstumo, 1713) de Jakob Bernoulli y la Doctrina de posibilidades (1718) de Abraham de Moivre estudiaron la materia como una rama de las matemáticas. En la era moderna, el trabajo de Kolmogórov ha sido un pilar en la formulación del modelo fundamental de la Teoría de Probabilidades, el cual es usado a través de la estadística.
La teoría de errores se puede remontar a la Ópera miscellánea (póstuma, 1722) de Roger Cotes y al trabajo preparado por Thomas Simpson en 1755 (impreso en 1756) el cual aplica por primera vez la teoría de la discusión de errores de observación. La reimpresión (1757) de este trabajo incluye el axioma de que errores positivos y negativos son igualmente probables y que hay unos ciertos límites asignables dentro de los cuales se encuentran todos los errores; se describen errores continuos y una curva de probabilidad.
Pierre-Simon Laplace (1774) hace el primer intento de deducir una regla para la combinación de observaciones desde los principios de la teoría de probabilidades. Laplace representó la Ley de probabilidades de errores mediante una curva y dedujo una fórmula para la media de tres observaciones. También, en 1871, obtiene la fórmula para la ley de facilidad del error (término introducido por Lagrange, 1744) pero con ecuaciones inmanejables. Daniel Bernoulli (1778) introduce el principio del máximo producto de las probabilidades de un sistema de errores concurrentes.

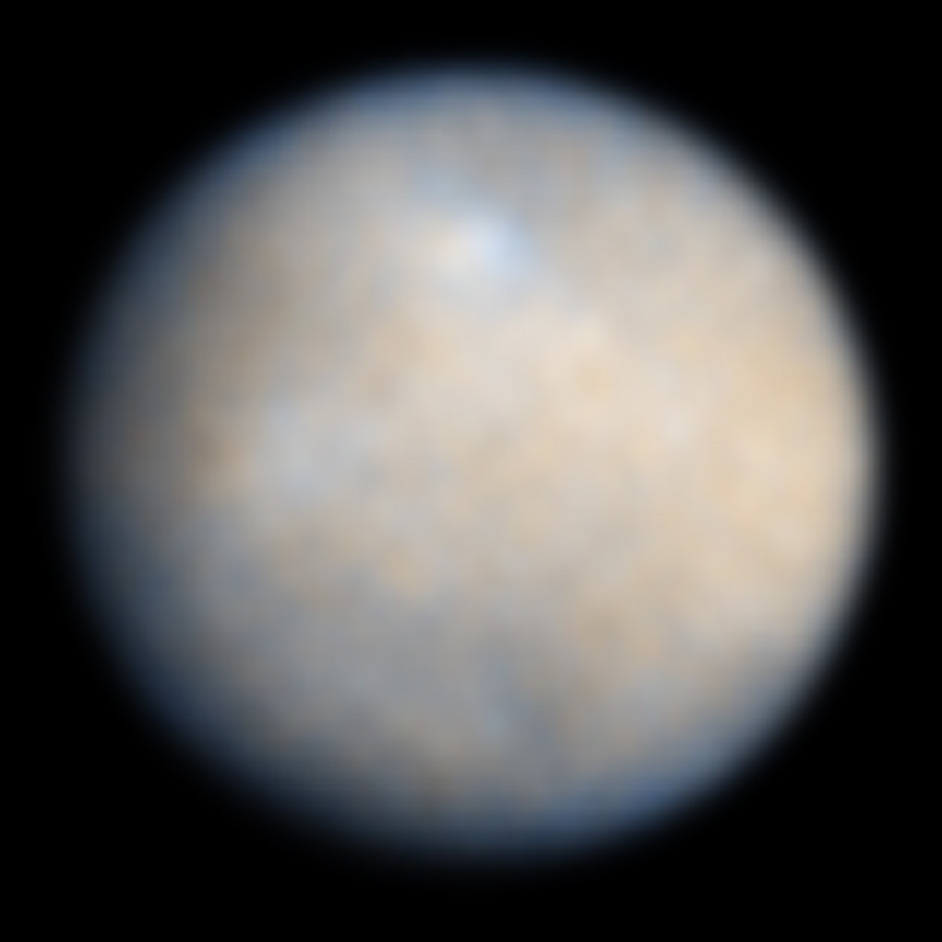
Fotografía de Ceres por el telescopio espacial Hubble. La posición fue estimada por Gauss mediante el método de mínimos cuadrados.

El método de mínimos cuadrados, el cual fue usado para minimizar los errores en mediciones, fue publicado independientemente por Adrien-Marie Legendre (1805), Robert Adrain (1808), y Carl Friedrich Gauss (1809). Gauss había usado el método en su famosa predicción de la localización del planeta enano Ceres en 1801. Pruebas adicionales fueron escritas por Laplace (1810, 1812), Gauss (1823), James Ivory (1825, 1826), Hagen (1837), Friedrich Bessel (1838), W. F. Donkin (1844, 1856), John Herschel (1850) y Morgan Crofton (1870). Otros contribuidores fueron Ellis (1844), Augustus De Morgan (1864), Glaisher (1872) y Giovanni Schiaparelli (1875). La fórmula de Peters para {\displaystyle r}, el probable error de una observación simple es bien conocido.
El siglo XIX incluye autores como Laplace, Silvestre Lacroix (1816), Littrow (1833), Richard Dedekind (1860), Helmert (1872), Hermann Laurent (1873), Liagre y Didion. Augustus De Morgan y George Boole mejoraron la presentación de la teoría. Adolphe Quetelet (1796-1874), fue otro importante fundador de la estadística y quien introdujo la noción del «hombre promedio» (l’homme moyen) como un medio de entender los fenómenos sociales complejos tales como tasas de criminalidad, tasas de matrimonio o tasas de suicidios.

### SigloXX

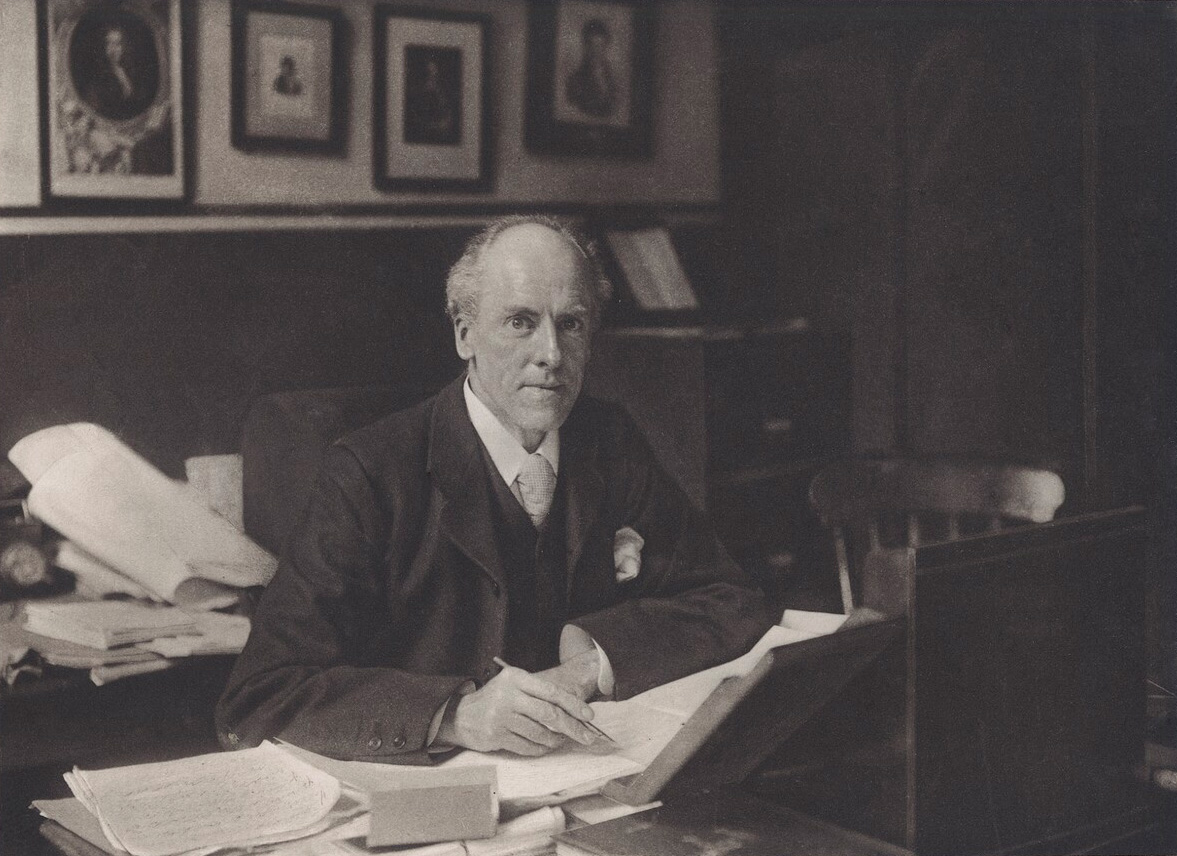
Karl Pearson, un fundador de la estadística matemática.

El campo moderno de la estadística se emergió a los principios del siglo XX dirigida por la obra de Francis Galton y Karl Pearson, quienes transformaron la estadística a convertirse en una disciplina matemática rigurosa usada por análisis, no solamente en la ciencia sino en la manufactura y la política. Las contribuciones de Galton incluyen los conceptos de desviación típica, correlación, análisis de la regresión y la aplicación de estos métodos al estudio de la variedad de características —la altura, el peso entre otros—. Pearson desarrolló el coeficiente de correlación de Pearson, definió como un momento-producto, el método de momentos por caber las distribuciones a las muestras y la distribuciones de Pearson, entre otras cosas. Galton y Pearson se fundaron Biometrika como su primera revista de la estadística matemática y la bioestadística (en aquel entonces conocida como la biometría). Pearson también fundó el primer departamento de estadística en University College de Londres.
Durante el siglo XX, la creación de instrumentos precisos para asuntos de salud pública (epidemiología, bioestadística, etc.) y propósitos económicos y sociales (tasa de desempleo, econometría, etc.) necesitó de avances sustanciales en las prácticas estadísticas.
La segunda ola de los años 1910 y 1920 se inició William Gosset, y se culminó en la obra de Ronald Fisher, quien escribió los libros de texto que iban a definir la disciplina académica en universidades en todos lados del mundo. Sus publicaciones más importantes fueron su papel de 1918 The Correlation between Relatives on the Supposition of Mendelian Inheritance, lo cual era el primero en usar el término estadístico varianza, su obra clásica de 1925 Statistical Methods for Research Workers y su 1935 The Design of Experiments, donde desarrolló los modelos rigurosos de diseño experimental. Originó el concepto de suficiencia y la información de Fisher. En su libro de 1930 The Genetical Theory of Natural Selection aplicó la estadística a varios conceptos en la biología como el Principio de Fisher (sobre el ratio de sexo), el Fisherian runaway, un concepto en la selección sexual sobre una realimentación positiva efecto hallado en la evolución.

### Estado actual
Hoy el uso de la estadística se ha extendido más allá de sus orígenes como un servicio al Estado o al gobierno. Personas y organizaciones usan la estadística para entender datos y tomar decisiones en ciencias naturales y sociales, medicina, negocios y otras áreas. La estadística es una sub-área de las matemáticas cuya aplicación en el ámbito de las ciencias fácticas es útil para el avance del conocimiento científico factual, considerándose como una ciencia formal «aliada» de la ciencia fáctica. Muchas universidades tienen departamentos académicos de matemáticas (con especialización en estadística) o de estadística separadamente. La estadística se enseña en departamentos tan diversos como psicología, sociología, educación y salud pública.

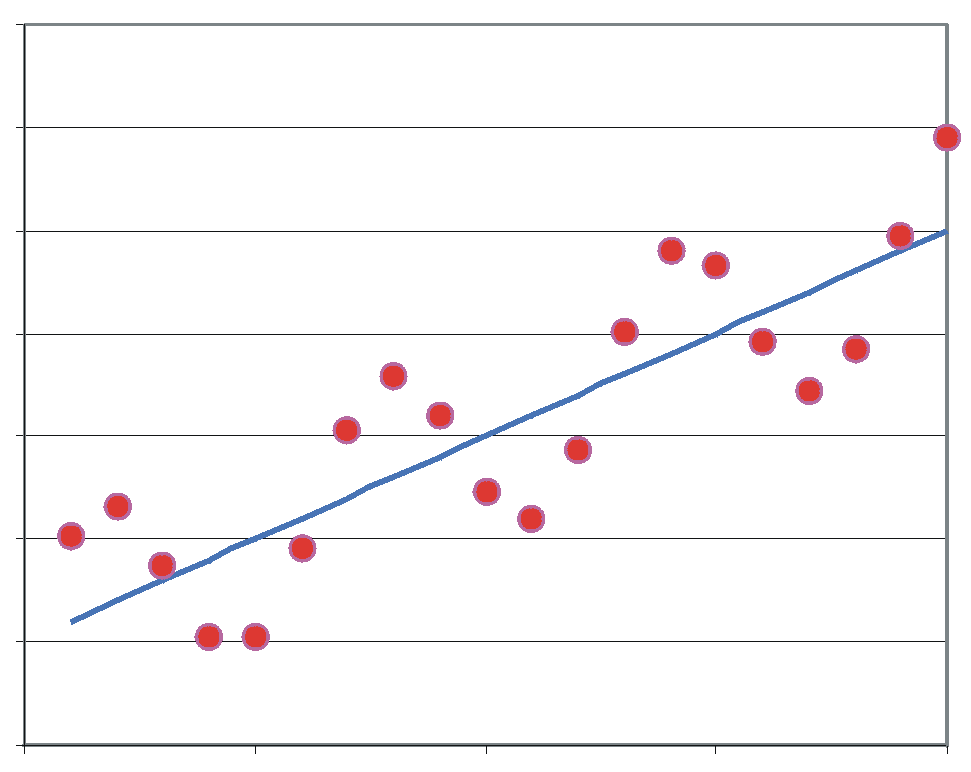
Regresión lineal – gráficos de dispersión en estadística.

Al aplicar la estadística a un problema científico, industrial o social, se comienza con un proceso o población a ser estudiado. Esta puede ser la población de un país, de granos cristalizados en una roca o de bienes manufacturados por una fábrica en particular durante un periodo dado. También podría ser un proceso observado en varios instantes y los datos recogidos de esta manera constituyen una serie de tiempo.
Por razones prácticas, en lugar de compilar datos de una población entera, usualmente se estudia un subconjunto seleccionado de la población, llamado muestra. Datos acerca de la muestra son recogidos de manera observacional o experimental. Los datos son entonces analizados estadísticamente lo cual sigue dos propósitos: descripción e inferencia.
El concepto de correlación es particularmente valioso. Análisis estadísticos de un conjunto de datos puede revelar que dos variables (esto es, dos propiedades de la población bajo consideración) tienden a variar conjuntamente, como si hubiera una conexión entre ellas. Por ejemplo, un estudio del ingreso anual y la edad de muerte podría resultar en que personas pobres tienden a tener vidas más cortas que personas de mayor ingreso. Las dos variables se dice que están correlacionadas. Sin embargo, no se puede inferir inmediatamente la existencia de una relación de causalidad entre las dos variables. El fenómeno correlacionado podría ser la causa de una tercera, previamente no considerada, llamada variable confusora.
Si la muestra es representativa de la población, inferencias y conclusiones hechas en la muestra pueden ser extendidas a la población completa. Un problema mayor es el de determinar cuán representativa es la muestra extraída. La estadística ofrece medidas para estimar y corregir por aleatoriedad en la muestra y en el proceso de recolección de los datos, así como métodos para diseñar experimentos robustos como primera medida, ver diseño experimental.
El concepto matemático fundamental empleado para entender la aleatoriedad es el de probabilidad. La estadística matemática (también llamada teoría estadística) es la rama de las matemáticas aplicadas que usa la teoría de probabilidades y el análisis matemático para examinar las bases teóricas de la estadística.
El uso de cualquier método estadístico es válido solo cuando el sistema o población bajo consideración satisface los supuestos matemáticos del método. El mal uso de la estadística puede producir serios errores en la descripción e interpretación, lo cual podría llegar a afectar políticas sociales, la práctica médica y la calidad de estructuras tales como puentes y plantas de reacción nuclear.
Incluso cuando la estadística es correctamente aplicada, los resultados pueden ser difíciles de interpretar por un inexperto. Por ejemplo, el significado estadístico de una tendencia en los datos, que mide el grado al cual la tendencia puede ser causada por una variación aleatoria en la muestra, puede no estar de acuerdo con el sentido intuitivo. El conjunto de habilidades estadísticas básicas (y el escepticismo) que una persona necesita para manejar información en el día a día se refiere como «cultura estadística».

## Métodos estadísticos

### Estudios experimentales y observacionales
Un objetivo común para un proyecto de investigación es investigar la causalidad, y en particular extraer una conclusión en el efecto que algunos cambios en los valores de predictores o variables independientes tienen sobre una respuesta o variables dependientes. Hay dos grandes tipos de estudios para estudiar causalidad: estudios experimentales y observacionales. En ambos tipos de estudios se observa el efecto de una o varias variables independientes en el comportamiento de una variable dependiente. La diferencia entre los dos tipos es la forma en la que el estudio es conducido. Cada uno de ellos puede ser muy efectivo y la estadística juega un papel muy importante en el análisis de la información.

### Niveles de medición
Hay cuatro tipos de mediciones o escalas de medición en estadística: niveles de medición (nominal, ordinal, intervalo y razón). Tienen diferentes grados de uso en la investigación estadística. Las medidas de razón, en donde un valor cero y distancias entre diferentes mediciones son definidas, dan la mayor flexibilidad en métodos estadísticos que pueden ser usados para analizar los datos. Las medidas de intervalo tienen distancias interpretables entre mediciones, pero un valor cero sin significado (como las mediciones de coeficiente intelectual o de la temperatura en grados Celsius). Las medidas ordinales tienen imprecisas diferencias entre valores consecutivos, pero un orden interpretable para sus valores. Las medidas nominales no tienen ningún rango interpretable entre sus valores.
La escala de medida nominal, puede considerarse la escala de nivel más bajo. Se trata de agrupar objetos en clases. La escala ordinal, por su parte, recurre a la propiedad de «orden» de los números. La escala de intervalos iguales está caracterizada por una unidad de medida común y constante. Es importante destacar que el punto cero en las escalas de intervalos iguales es arbitrario, y no refleja en ningún momento ausencia de la magnitud que estamos midiendo. Esta escala, además de poseer las características de la escala ordinal, permite determinar la magnitud de los intervalos (distancia) entre todos los elementos de la escala. La escala de coeficientes o Razones es el nivel de medida más elevado y se diferencia de las escalas de intervalos iguales únicamente por poseer un punto cero propio como origen; es decir que el valor cero de esta escala significa ausencia de la magnitud que estamos midiendo. Si se observa una carencia total de propiedad, se dispone de una unidad de medida para el efecto. A iguales diferencias entre los números asignados corresponden iguales diferencias en el grado de atributo presente en el objeto de estudio.

### Técnicas de análisis estadístico
Algunas pruebas (tests) y procedimientos para la investigación de observaciones son:
- Análisis de frecuencia acumulada
- Análisis de regresión
- Análisis de varianza (ANOVA)
- Análisis factorial confirmatorio
- Correlación: coeficiente de correlación de Pearson y coeficiente de correlación de Spearman
- Frecuencia estadística
- Gráfica estadística
- Iconografía de las correlaciones
- Prueba de χ² o prueba de chi cuadrada o prueba de ji cuadrada
- Prueba de la diferencia menos significante de Fisher
- Prueba t de Student
- U de Mann-Whitney

## Lenguaje y simbología

### Población y muestra
- Población: Es el todo o un conjunto formado por todos los valores existentes, ya sean personas, medidas u objetos que pueden ser expresados mediante una variable y además, que sean de interés estadístico para un estudio en específico. Al análisis completo de la población también se le suele conocer como censo.
- Población finita: Es aquella que expresa que es posible sobrepasarse al contar o bien, alcanzarse; por lo tanto, es la que tiene o incluye un número limitado ya sea de objetos, medidas o personas. Por ejemplo: el gasto en comida durante cierto tiempo, un conjunto de calificaciones o bien, el total de alumnos que estudian en una universidad.
- Población infinita: Es aquella que incluye a un gran número de conjunto de observaciones o medidas que no se pueden alcanzar con el conteo. Esto quiere decir que tiene un número ilimitado de valores, por ejemplo: la producción futura de una máquina o el lanzamiento de dados o una moneda.
- Muestra: Es aquel subconjunto perteneciente a una población. Esto quiere decir que se conforma por algunos datos de esta, ya sean ciertos objetos, personas, o medidas de la población. Al estudio de este concepto se le suele conocer como muestreo.
- Muestra representativa: Es aquel subconjunto representativo de una población, pero para que se consideren así se deben seguir ciertos procedimientos de selección o bien, un método de muestreo. Se dice que la muestra adecuada es aquella que contiene características esenciales de la población para lograr el objetivo de hacer generalizaciones con respecto al total de los datos sin examinar cada uno de ellos.

### Parámetro
- Parámetro: Es la medida de cierta característica numérica de una población que generalmente se expresa mediante símbolos griegos (μ o σ).

## Disciplinas especializadas
Algunos campos de investigación usan la estadística tan extensamente que tienen terminología especializada. Estas disciplinas incluyen:
| - Análisis de procesos (para análisis de datos en química analítica e ingeniería química) - Análisis espacial - Bioestadística (estadística aplicada a las ciencias de la salud) - Ciencias actuariales - Cienciometría - Confiabilidad estadística - Control de calidad - Cultura estadística - Demografía | - Econometría (estadística aplicada a la economía) - Estadística computacional - Estadística de la educación, la enseñanza, y la formación - Estadística de negocios - Estadística del medio ambiente - Estadística en comercialización - Estadística en epidemiología - Estadística en ingeniería | - Estadística en ciencias de la salud - Estadística en medicina - Estadística en medicina veterinaria y zootecnia - Estadística en nutrición - Estadística en agronomía - Estadística en planificación - Estadística en investigación - Estadística en psicología (psicometría) | - Estadística en restauración de obras - Estadística en literatura - Estadística en astronomía (astroestadística) - Estadística en antropología (antropometría) - Estadística en historia - Estadística espacial - Estadística industrial - Estadística militar | - Estadísticas de consultoría - Estadísticas deportivas - Estadísticas sociales - Encuestas por muestreo - Física estadística - Geoestadística - Geografía - Investigación de operaciones | - Matemática estadística - minería de datos - Procesamiento de imágenes - Productividad - Quimiometría (para análisis de datos en química analítica e Ingeniería química) - Reconocimiento de patrones para el conocimiento de datos) - sistemas de información geográfica |

La estadística es una ciencia esencial para los negocios y la producción. Se usa para entender la variabilidad de sistemas de medición, para el control estadístico de procesos (CEP o SPC), para compilar datos y para tomar decisiones en situaciones de incertidumbre. En todas estas aplicaciones es una ciencia clave.

## Computación estadística
El incremento rápido y sostenido en el poder de cálculo de la computación desde la segunda mitad del siglo XX ha tenido un sustancial impacto en la práctica de la ciencia estadística. Viejos modelos estadísticos fueron casi siempre de la clase de los modelos lineales. Ahora, complejos computadores junto con apropiados algoritmos numéricos han causado un renacer del interés en modelos no lineales (especialmente redes neuronales y árboles de decisión) y la creación de nuevos tipos tales como modelos lineales generalizados y modelos multinivel.
El incremento en el poder computacional también ha llevado al crecimiento en popularidad de métodos intensivos computacionalmente basados en remuestreo, tales como tests de permutación y de bootstrap, mientras técnicas como el muestreo de Gibbs han hecho los métodos bayesianos más accesibles. La revolución en computadores tiene implicaciones en el futuro de la estadística, con un nuevo énfasis en estadísticas «experimentales» y «empíricas». Un gran número de paquetes estadísticos está ahora disponible para los investigadores. Los sistemas dinámicos y teoría del caos, desde hace una década, empezaron a interesar en la comunidad hispana, pues en la anglosajona de Estados Unidos estaba ya establecida la «conducta caótica en sistemas dinámicos no lineales» con 350 libros para 1997 y empezaban algunos trabajos en los campos de las ciencias sociales y en aplicaciones de la física. También se estaba contemplando su uso en analítica.

## Mal uso de la estadística
A veces hay una percepción de que el conocimiento estadístico no se utiliza de forma correcta, encontrando maneras de interpretar los datos que sean favorables al presentador. Un dicho famoso, al parecer de Benjamin Disraeli, es: «Hay tres tipos de mentiras: mentiras pequeñas, mentiras grandes y estadísticas». El popular libro How to lie with statistics (Cómo mentir con las estadísticas en la edición española) de Darrell Huff discute muchos casos de mal uso de la estadística, con énfasis en gráficas malinterpretadas. Al escoger, rechazar o modificar una muestra de observaciones mediante procedimientos no aleatorizados, los resultados de su análisis pueden estar sesgados; por ejemplo, mediante la eliminación selectiva de valores atípicos (outliers). Este puede ser el resultado tanto de fraudes como de sesgos no intencionados por parte de investigadores con escaso conocimiento estadístico. Lawrence Lowell (decano de la Universidad de Harvard) escribió en 1909 que las estadísticas, «como algunos pasteles, son buenas si se sabe quién las hizo y se está seguro de los ingredientes». Por este motivo es fundamental que el análisis estadístico de datos sea realizado por profesionales cualificados, con Grado en Matemáticas con especialización en estadística o bien con Grado en Estadística, siendo cada vez más necesario que la estadística sea una profesión regulada por el Estado.
Cuando personas sin la cualificación adecuada usan la estadística para analizar los datos de un experimento o de una investigación observacional en ciencias fácticas, uno de los errores más frecuentes es el desconocimiento del error de tipo I, que puede llevar a conclusiones falsas. La probabilidad de encontrar una asociación espuria o casual entre dos variables, y creer erróneamente que se ha encontrado una asociación real, se incrementa cuando en lugar de aplicar el método científico se realiza el hackeo estadístico de una base de datos (p-hacking). Esta mala práctica consiste en jugar con una base de datos y relacionar la variable dependiente con todas las posibles variables independientes hasta encontrar una asociación estadísticamente significativa, sin haber establecido previamente un marco conceptual y una hipótesis de investigación que justifiquen por qué se van a estudiar estas relaciones. La publicación de estos resultados en revistas científicas es una de las causas de la pérdida de credibilidad y reproducibilidad de la ciencia, lo que ha llevado a muchos científicos a realizar manifiestos de alerta. El hackeo estadístico es una de las razones por las que algunos estudios contradicen los resultados obtenidos en otros: un día se afirma que el café, el queso o el vino tinto protegen contra las enfermedades cardíacas y después otro estudio afirma que estos mismos alimentos causan esas enfermedades. Además, cada estudio suele utilizar procedimientos diferentes y técnicas estadísticas distintas, que no siempre están aplicadas de forma correcta. O bien se usan muestras pequeñas cuyos resultados no son confirmados en estudios de mayor tamaño. Sin embargo, muchos profesionales de las ciencias fácticas que leen estas publicaciones en revistas especializadas no perciben estas malas prácticas, los medios de comunicación amplifican la información alrededor del estudio y la desconfianza del público comienza a crecer.

## Inferencia clásica e inferencia bayesiana
La aproximación de pruebas de hipótesis, ampliamente usada, obliga a establecer una hipótesis nula para contrastar posteriormente el acuerdo de los datos con esta hipótesis. Una mala interpretación de los resultados puede exagerar la importancia de pequeñas diferencias en estudios con muestras grandes que puede no tener ninguna relevancia práctica.
Véase también críticas de prueba de hipótesis y controversia de la hipótesis nula.
En los campos de la psicología y la medicina, especialmente con respecto a la aprobación de nuevos medicamentos por la Food and Drug Administration, las críticas a la prueba de hipótesis se han incrementado en los años recientes. Una respuesta ha sido un gran énfasis en el p-valor en vez de simplemente reportar si la hipótesis fue rechazada al nivel de significancia {\displaystyle \alpha } dado. De nuevo, sin embargo, esto resume la evidencia para un efecto pero no el tamaño del efecto. Una posibilidad es reportar intervalos de confianza, puesto que estos indican el tamaño del efecto y la incertidumbre. Esto ayuda a interpretar los resultados, como el intervalo de confianza para un {\displaystyle \alpha } dado indicando simultáneamente la significancia estadística y el efecto de tamaño. El p-valor y los intervalos de confianza son basados en los mismos cálculos fundamentales como aquellos para las correspondientes pruebas de hipótesis. Los resultados son presentados en un formato más detallado, en lugar del «sí o no» de las pruebas de hipótesis y con la misma metodología estadística.
Otro tipo de aproximación es el uso de métodos bayesianos. Esta aproximación, sin embargo, también ha sido criticada.
El fuerte deseo de que los medicamentos buenos sean aprobados y que los medicamentos peligrosos o de poco uso sean rechazados crea tensiones y conflictos (errores tipo I y II en el lenguaje de pruebas de hipótesis).

## Enseñanza de la estadística en las ciencias sociales
Sobre la enseñanza de la estadística en las ciencias sociales, algunas investigaciones “sugieren que los estudiantes aprenden más cuando los profesores usan ejemplos concretos y problemas relevantes para ellos”.
Para contar con ejemplos concretos y problemas relevantes a los estudiantes, es posible proponer actividades de aprendizaje que vinculen los métodos cuantitativos a los enfoques cualitativos, debido a que estos últimos son utilizados con mayor recurrencia en los planes de estudio de las licenciaturas en Ciencias sociales. Sobre esta combinación de métodos encontramos que una de sus principales virtudes es que “la recopilación de los ricos detalles descriptivos de los datos cualitativos se puede usar para cuantificar y generalizar los resultados”.
Entre las ventajas de una enseñanza que combine los métodos cuantitativos con los cualitativos se encuentra el que los estudiantes desarrollen la destreza para triangular resultados, lo que disminuye la falibilidad inherente a cada enfoque. Por ejemplo los errores que puedan atribuirse a los datos de origen, dado que los métodos utilizan tipos de datos distintos, serán más confiables los resultados si proceden de una triangulación de métodos.
Incluso, se puede contemplar la enseñanza de los métodos cuantitativos dentro de los programas de los distintos ejes del currículum académico. Actualmente es común que en las diversas asignaturas se ejercite el uso de los métodos de investigación cualitativos pero no de los cuantitativos. Esto debería cambiar porque “introducir el razonamiento cuantitativo en los cursos sustanciales permite ligar el entrenamiento en métodos cuantitativos, especialmente estadísticos, con los asuntos medulares de las ciencias sociales”.

## La estadística en el campo de la educación
El análisis de datos estadísticos es un recurso ampliamente empleado en el campo educativo. Las estadísticas se emplean con mucha frecuencia en al campo de las ciencias físicas, sociales, médicas, económicas y muchas otras y, en todas ellas, predomina el uso didáctico o aplicado de las estadísticas. Un uso importante y novedoso es el empleo de las estadísticas del número de visitas de los distintos artículos de la Wikipedia: dicho análisis sirve para distinguir los artículos desarrollados en los planes de estudios de los distintos países, de los que no se encuentran en dichos planes. En la Wikipedia en alemán, por ejemplo, aparece en muchos de los temas educativos incluidos un subtema denominado Didaktic (Didáctica), que indica algunas sugerencias que sirven tanto para los estudiantes como para los profesores con el fin de incrementar el beneficio derivado de la lectura del tema. En la página de discusión de este artículo aparece un enlace automático que nos lleva a ver el número de visitas del artículo a lo largo de un período determinado (20, 30, 60, 90 días; 1 año o un lapso determinado entre dos fechas) de este artículo (estadística). Un punto debajo de una fecha determinada nos indica que es lunes por lo que podemos ver el bajo número de consultas de la página en el fin de semana y el gran incremento que hay en los días intermedios de la semana (generalmente en los miércoles y jueves). A veces, hay temas que no siguen siempre estas ideas y ello puede deberse a razones particulares de la materia o del plan de estudios, por ejemplo, hacer los exámenes en un viernes, lo cual significaría muchas consultas del artículo después del examen para ver en qué se ha acertado o fallado. Ver nota ().
La enseñanza de la estadística debe enfocarse en la correcta selección de pruebas cuantitativas, la interpretación de los resultados y el uso de software estadísticos de acceso libre. Este enfoque práctico en la enseñanza de la estadística, permite que los estudiantes desarrollen la confianza para seleccionar y aplicar las pruebas adecuadas.

## Derecho estadístico
Una de las tantas profesiones que mantiene una interrelación continúa con las diferentes disciplinas es la abogacía, el cual mantiene una relación concreta con la estadística. Teniendo en cuenta que la estadística es una ciencia que se caracteriza por ser aliada de los diferentes campos ya que este les proporciona los datos necesarios. Dicho vínculo se establece principalmente para poder saber qué aspectos de la sociedad se deben regular, mantiene como función principal la (fiabilidad y valides).
Torres Manrique manifiesta “El derecho Estadístico es la disciplina jurídica sistematizada que estudia cuantitativa y cualitativamente la tendencia y frecuencia de los fenómenos que ocurren de forma masiva, con el objeto de contribuir al desenvolvimiento de la vida humana en sociedad, regulándola a efectos de hacerla más justa y menos manipulable”.
Como punto de énfasis se establece que promociona un gran apoyo ya que es una herramienta de la administración de justicia y manifiesta las exigencias que se establecen en la actualidad, pero también se manifiestan una infinidad de datos establecidos que pueden ser utilizados de manera errónea. Se tiene que tener en cuenta que estos son influyentes en los juicios ya que puede determinar la inocencia o agravio del cliente, lamentablemente son mínimos los enfoques estadísticos rigurosos que se establecen en muchos países latinoamericanos.
Para poder realizar un juicio más certeros se debe de establecer estudios como la Criminología Estadística, en el cual nos percatamos que el vínculo que se establece entre estas dos disciplinas es necesario, ya que este trabaja de manera correcta,inteligente y progresiva de manera que dota a los profesionales del derecho con los principios y técnicas más importantes para llevar a cabo sus investigaciones.